# Endan
Endan o bomba de fum ninja és un artefacte menut dissenyat per a generar fum a través d'ignició. És una de les eines i armes de l'art marcial i d'espionatge japonès ninjutsu. La closca tradicional de l'artefacte era una nou gran o una bola de paper d'arròs, en la qual s'introduïa una sèrie d'ingredients, entre els quals hi ha orina, fulles, fòsfor, cendres i pólvora, que quan es posava en el sòl i s'encenia, formava un núvol encegador per un minut, suficient perquè el ninja distraguera al rival i escapara.